# Eversdijk
Eversdijk est un hameau de la commune néerlandaise de Kapelle, sur la presqu'île de Zuid-Beveland. Eversdijk est situé au sud-est de Kapelle, entre Biezelinge et 's-Gravenpolder.

## Histoire
Eversdijk est une localité qui s'est développée depuis le XIe siècle. Le nom vient d'une personne inconnue, appelée Everdeis, qui a fait élever une digue à cet endroit. Le village s'est construit au carrefour de deux routes qu'un chemin reliait entre elles. À l'intérieur du triangle ainsi créé, on a construit l'église, au départ de la paroisse de 's-Heer Abtskerke, dédiée à saint Paul. Après la fondation de la paroisse et la construction de l'église, le développement du village s'est arrêté, essentiellement parce que les terres s'épuisèrent. Au cours des XVIIe et XVIIIe siècles, Eversdijk est redevenu un hameau. Le 1er janvier 1816, la commune, jusque-là indépendante, a été rattachée à celle de Kapelle, dont Eversdijk fait désormais partie. La paroisse avait été rattachée à celle de Kapelle dès la Réformation. L'église, qui n'était plus utilisée, s'est effondrée en 1821 ; en 1840, on a démoli le clocher.
En 1840, Eversdijk comptait 14 maisons et 75 habitants.

## Aujourd'hui
Eversdijk est aujourd'hui composé de quelques maisons et de fermes clairsemées autour de l'endroit où fut établie l'église.

## Référence et source
1. ↑  Alphabetisch register van alle bewoonde oorden des Rijks, Departement van Oorlog, Éd. Erven Doorman, 's-Gravenhage, 1850

- (nl) Eversdijk sur le site de la commune de Kapelle